# 富浦站 (北海道)
富浦站（日语：／ Tomiura eki */?）是北海道旅客鐵道室蘭本線的一個鐵路車站，位於日本北海道登別市，車站編號為H29，為無人車站。相比周邊車站有較多的民居，本站附近只有一個細小的集落，使用人數不多，亦只有普通列車停靠。

## 車站構造

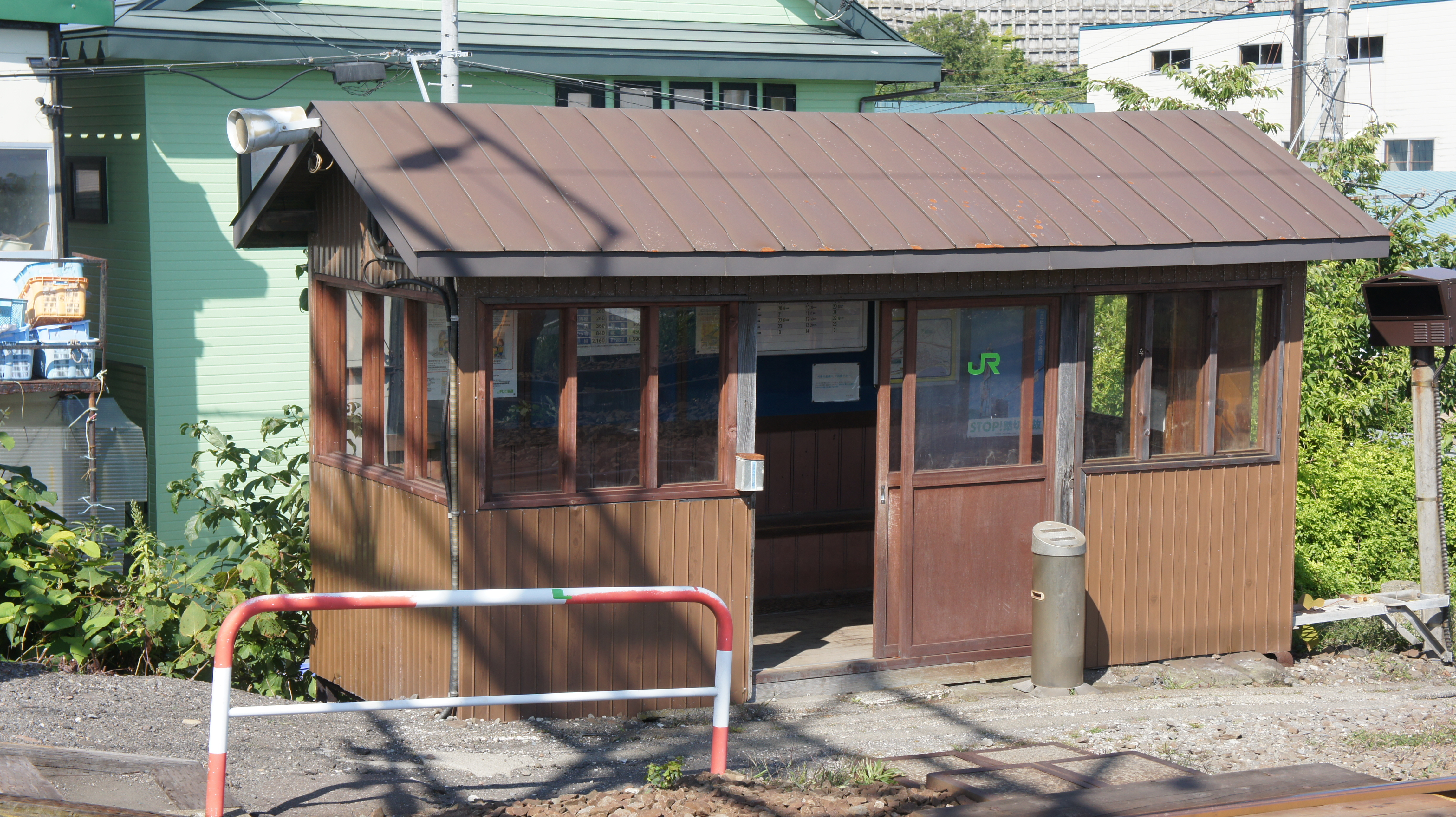
替代站房功能的富浦站候車室（2017年9月）。

自開站起便採用簡易車站運作模式，不設站房，入口位於馬路的轉彎位，沿樓梯走至基堤頂部便到達候車室及平交道，橫過平交道後便到達往東室蘭站方向的上行月台。候車室為單層木製建築物，設有趟門，室內只設有候車座椅及空置的儲物架，且不如其他無人車站般設有簡易式近距離自動售票機。

### 月台
設有側式月台2個，並沒有註明月台編號，皆以鐵架及鐵板所搭建而成的簡易式月台，長度為約70米，即有效長度為3輛。月台上未設有任何候車設備。
| 月台     | 路線       | 方向 | 目的地                       |
| -------- | ---------- | ---- | ---------------------------- |
| 靠近站房 | ■ 室蘭本線 | 下行 | 登別、萩野、苫小牧、札幌方向 |
| 遠離站房 | ■ 室蘭本線 | 上行 | 東室蘭、室蘭方向             |

## 歷史
- 1953年12月20日：日本國有鐵道新站開業[1]。
- 1987年4月1日：國鐵分割民營化，車站的營運由JR北海道及JR貨物繼承。

## 相鄰車站
北海道旅客鐵道
■ 室蘭本線
特急「北斗」、「鈴蘭」
通過
普通列車
幌別 (H30) - 富浦 (H29) - 登別 (H28)

## 外部連結
- JR北海道富浦站網頁。（页面存档备份，存于）（日語）